# 国際連合安全保障理事会決議68
国際連合安全保障理事会決議68（こくさいれんごうあんぜんほしょうりじかいけつぎ68、英: United Nations Security Council Resolution 68, UNSCR68）は、1949年2月10日に国際連合安全保障理事会で採択された決議。国連総会決議192を国連通常兵器委員会に通達することを決定した。
決議は9票の賛成で採択されたが、ウクライナSSRとソビエト連邦は棄権した。